# Glomibidion
Glomibidion is een kevergeslacht uit de familie van de boktorren (Cerambycidae). De wetenschappelijke naam van het geslacht werd voor het eerst geldig gepubliceerd in 1985 door Napp & Martins.

## Soorten
Glomibidion is monotypisch en omvat slechts de volgende soort:
- Glomibidion tumidum Napp & Martins, 1985